# هندرسن پوینت (میسیسیپی)
هندرسن پوینت (به انگلیسی: Henderson Point) مکانی در ایالت میسیسیپی کشور ایالات متحده آمریکا است که جمعیت آن در سرشماری سال ۲۰۱۰ میلادی، ۱۷۰
نفر بوده‌است.